# Theresienstadt (getto)
Theresienstadt (Duits) of Terezín (Tsjechisch) was in de Tweede Wereldoorlog de tot getto veranderde Tsjechische vestingstad Theresienstadt. Theresienstadt was onder meer een doorgangskamp voor Joden die naar Auschwitz-Birkenau of andere vernietigingskampen werden gestuurd. 

## Benaming
Er is vaak verwarring over de vraag of Theresienstadt als concentratiekamp aangeduid moet worden. Theresienstadt werd door overlevenden een concentratiekamp genoemd omdat getto's bij het grote publiek niet gezien werden als plaats waar de Nazi-wreedheden plaatsvonden, terwijl getto's vaak hoge sterftecijfers lieten zien en ze zowel als doorgangs- als dwangarbeidslocatie benut werden. Terezin was echter al tot getto benoemd voordat het deze functies kreeg. Deze benaming bleef in gebruik tot aan het einde van de oorlog. Enkel voor propagandadoeleinden werd in mei 1943 de term Joods vestigingsgebied door de SS gebruikt. Door gevangenen werden echter de termen concentratiekamp en getto door elkaar gebruikt, wat na de oorlog tot verschillende benamingen heeft geleid.

## Geschiedenis
Op 10 juni 1940 nam de Gestapo het bevel in Terezín over. Tsjechische en Moravische verzetsstrijders werden in het fort gevangen gehouden. Vanaf november 1941 zou de stad Theresienstadt (de Grote Vesting) dienstdoen als getto voor gedeporteerde Joden.
Op 30 oktober 1941 werd SS-Obersturmführer Siegfried Seidl door Adolf Eichmann belast met het opzetten van het getto.
Van november 1941 tot juli 1943 functioneerde Seidl als eerste commandant van het getto.
Het kamp Theresienstadt opende officieel zijn deuren op 24 november 1941. Veel Joden uit Tsjecho-Slowakije werden naar Terezín gedeporteerd. In de zomer van 1942 werd de niet-Joodse bevolking van Theresienstadt weggestuurd. Onder de nieuwe bevolking bevonden zich vele kunstenaars, musici en juristen. Daardoor ontstond er een druk cultureel leven in het getto. Het kamp herbergde, naast volwassenen, ook zo'n 11.000 kinderen. In de kinderslaapzaal waren wandschilderingen van Jo Spier.
De Joodse gettobevolking had ogenschijnlijk een zekere mate van zelfbestuur: de raad van ouderen. Deze raad had onder andere de taak om lijsten op te stellen van wie gedeporteerd zou worden en wie niet. Weigerde men met de Duitsers mee te werken, dan zouden simpelweg alle bewoners gedeporteerd en vermoord worden. Ondertussen werden de leefomstandigheden in Theresienstadt steeds slechter. Waar eerst zo'n 7.000 Tsjecho-Slovaken hadden gewoond, waren nu 50.000 mensen gehuisvest. Er was weinig voedsel en alleen al in 1942 stierven er zo'n 16.000 bewoners. Inwoners die zich verzetten tegen de Duitsers of anderszins iets deden dat volgens de Duitsers niet door de beugel kon, kwamen in het "kleine fort" (de gevangenis) terecht, waar de leefomstandigheden nóg slechter waren.

## Modelstad

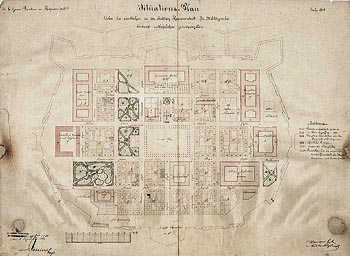
Een plattegrond van Theresienstadt in 1869

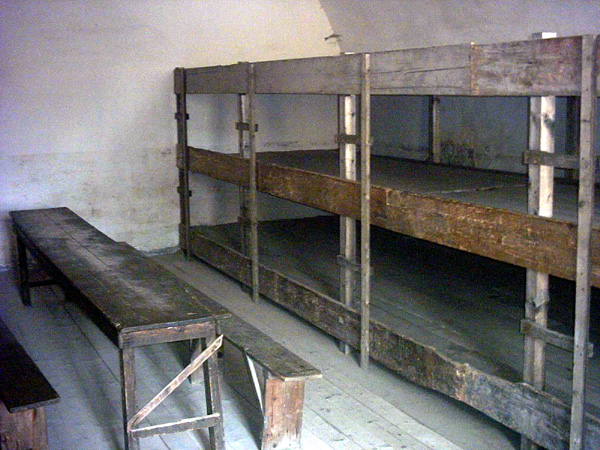
Inrichting van de barakken

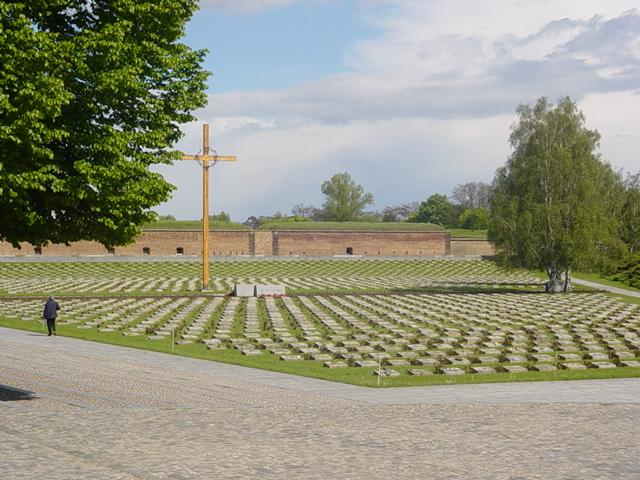
Gedenkstenen bij huidige ingang Theresienstadt

In 1943 werden vijfhonderd Deense Joden naar Terezín gestuurd. De Deense regering stond er op dat het Rode Kruis toegang kreeg tot de gevangenen. Eind 1943 kreeg het Rode Kruis toestemming om in 1944 de stad te bezoeken. Daarop richtten de nazi's nepcafés en winkels op in het kamp, om het geheel de aanblik te geven van een normale woonplaats. Om de overbevolking voor het Rode Kruis verborgen te houden werden vele Joden naar Auschwitz gestuurd. Daardoor zaten de overgebleven gevangenen met niet meer dan drie mensen op een kamer. Het Rode Kruis was 'tevreden' over de opvang van Joden en rapporteerde dienovereenkomstig; men had zich compleet laten bedotten.
De list was zó succesvol, dat er een propagandafilm over Theresienstadt werd gemaakt: Theresienstadt: Ein Dokumentarfilm aus dem jüdischen Siedlungsgebiet oftewel 'Een documentaire uit het Joodse vestigingsgebied'. De film werd opgenomen gedurende tien dagen, draaibegin was 1 september 1944. In de film wordt gedaan alsof Hitler de Joden een mooie stad heeft geschonken. De film toont gevangen Joden die sport beoefenen of winkelen in het kamp. Na de opnamen werden zowel de acteurs als regisseur Kurt Gerron naar Auschwitz gestuurd en daar vergast. Met de film wilden de Duitsers de geruchten over concentratiekampen voor Joden de kop in drukken. Het was de bedoeling dat de film, via het Rode Kruis, de wereld rond zou gaan. Bij de bevrijding van Theresienstadt werd de film door de geallieerden gevonden. De film wordt vandaag de dag nog steeds vertoond in het museum op de plek van het kamp.
Toch bouwden de nazi's nog in 1945 ook in Theresienstadt een gaskamer, in een gang van de vestingmuur bij de vroegere Litomerice Poort. Die gaskamer is nooit in gebruik genomen.
Theresienstadt was naast een modelstad ook een doorgangskamp, want 62,6% oftewel 88.196 Joden uit het getto werden naar een ander kamp gestuurd. Waarvan de helft naar Auschwitz, 8.000 naar Treblinka en verder nog naar Lublin, Izbica, Riga, Zamasc, Sobibór, Warschau en Minsk.

## Bevrijding
Toen de geallieerden oprukten, wilde de kampleiding sporen uitwissen. Hiervoor moesten alle jongens uit Theresienstadt een menselijke keten maken tot aan de Eger, op deze manier werden bijna 34.000 doosjes as overgegooid, op ieder doosje stond een naam en een nummer. Vervolgens werd de as in de Eger gegooid en de doosjes verbrand.
Op 3 mei 1945 droegen de nazi's de controle over het kamp over aan het Rode Kruis en op 8 mei werd Theresienstadt officieel door het Rode Leger bevrijd. Er waren toen 2.971 overlevenden. Theresienstadt had de twijfelachtige eer om een reserveringskamp te zijn. Hoewel de situatie in de overige reserveringskampen beduidend beter was, was ook Theresienstadt bedoeld om mensen te sparen voor een ander doel: propaganda.

## Dodental
Van november 1941 tot april 1945 werden 139.667 Joden gedeporteerd naar Theresienstadt, 33.818 van hen stierven in de stad zelf aan ontbering, ziekte, marteling of door executie. 88.000 Joden werden vanuit Theresienstadt gedeporteerd naar vernietigingskampen (vooral Auschwitz en Treblinka). Bij de bevrijding waren nog 19.000 gevangenen in leven. Van de gedeporteerde Joden die in de vernietigingskampen terechtkwamen overleefden slechts 3000. Van de 10.500 kinderen in het getto zouden er een schamele 142 de oorlog overleven. Een groot deel van de gevangenen werd geëxecuteerd net voordat de geallieerden Theresienstadt bevrijdden, en in massagraven gedumpt. Deze werden na de oorlog herbegraven naast de vesting.
De meer dan 140.000 naar Theresienstadt gedeporteerden kwamen uit de volgende landen:
- Tsjechoslowakije - 75.500
- Duitsland - 42.000
- Oostenrijk - 15.000
- Nederland - 5.000
- Hongarije - 1.150
- Polen - 1.000
- Denemarken - 500

## Bekende slachtoffers
- Alice Archenhold (1874-1943), Duits astronome